# Parti démocratique national (Bosnie-Herzégovine)
Pour les articles homonymes, voir Parti démocratique national.
Le Parti démocratique national (en serbe cyrillique : Народна демократска странка ; en serbe latin : Narodna demokratska stranka ; en abrégé : NDS) est un parti politique de la république serbe de Bosnie et de la Bosnie-Herzégovine. Créé le 26 avril 2003 à Šipovo, il est dirigé par Krsto Jandrić.

## Présentation
Le programme du Parti démocratique national compte 5 priorités : le développement économique, la politique sociale, la régionalisation et la décentralisation, la prise en compte de conditions objectives et réalistes pour la réalisation du programme et le renforcement et la protection des institutions.
À la suite des élections locales de 2006, le NDS dispose de deux sièges sur 31 dans l'assemblée de la Ville de Banja Luka.